# Galaxy 4
Galaxy 4 (Galaxia 4) es el primer serial de la tercera temporada de la serie británica de ciencia ficción Doctor Who, que se emitió originalmente en cuatro episodios semanales del 11 de septiembre al 2 de octubre de 1965.

## Argumento
El Doctor, Vicki y Steven Taylor llegan a un planeta inquietantemente silencioso y se encuentran con unos curiosos robots pequeños, a los que Vicki llama Chumblies. Mientras debaten si son hostiles o no, aparece un grupo de alienígenas, las Drahvins. Esta es una raza del planeta Drahva en la Galaxia 4 -la misma en la que se encuentran-, con una sociedad aparentemente matriarcal. Las Drahvins son guerreras clonadas con una imaginación limitada y están dominadas por su líder Maaga, la cual las trata abusivamente. Las Drahvins revelan que están en guerra con los reptiles Rills, amos de los Chumblies, y que tanto su grupo como el contrario se ha estrellado en ese planeta.
El planeta va a estallar en 14 ciclos planetarios, y al no tener arreglo la nave Drahvin, Maaga y sus guerreras buscan capturar la nave Rill para escapar. Maaga relata la situación de forma victimista, pero el Doctor, habiendo sido testigo de la agresividad de las Drahvin no está convencido de su veracidad. Vuelve a la TARDIS y calcula por sí mismo la probabilidad de destrucción del planeta y cifra que se destruirá en solo dos días. El Doctor intenta esconder este descubrimiento a las Drahvins, pero Maaga le obliga a decir la verdad a punta de pistola.
Tomando a Steven como rehén para asegurarse de su cooperación, las Drahvins envían al Doctor y a Vicki para que se hagan con el control de la nave Rill. El Doctor descubre que los Rills son una especie muy avanzada que se comunica de forma telepática, aunque su aspecto es feo y no se quieren mostrar para no producirles un shock. Los Rills explican que ofrecieron llevarse con ellos a las Drahvins, pero Maaga lo rechazó disfrazándolo de un ataque. El Doctor le cuenta a los Rills sobre el verdadero tiempo de vida del planeta, y les promete ayudarles a escapar, ya que los conversores de energía solar de la nave Rill no han conseguido la energía suficiente para despegar.
El Doctor y Vicki regresan a la nave Drahvin para encontrar a Steven inconsciente después de que Maaga intentara matarle. Todos vuelven a la nave Rill, donde el Doctor logra desarrollar con éxito un conversor de energía conectado a la TARDIS que carga las baterías de la nave Rill. Maaga dirige a las Drahvins en el asalto final a la nave Rill, pero los Chumblies la defienden el tiempo suficiente para que puedan arrancar motores y abandonar el planeta. Un Chumbley se queda atrás para ayudar a los viajeros del tiempo a volver a la TARDIS. Una vez que se marchan, el planeta explota, y las Drahvins perecen con el planeta.
La historia concluye con el preludio de Mission to the Unknown, mientras Vicki mira un planeta y se pregunta qué ocurre allí. En el planeta, un hombre en una jungla canta "Debo matar".

## Producción
| Episodio             | Fecha de emisión         | Duración | Espectadores en millones | Estado en el archivo              |
| -------------------- | ------------------------ | -------- | ------------------------ | --------------------------------- |
| Four Hundred Dawns   | 11 de septiembre de 1965 | 22:21    | 9,0                      | Solo quedan fotogramas y el audio |
| Trap of Steel        | 18 de septiembre de 1965 | 24:51    | 9,5                      | Solo quedan fotogramas y el audio |
| Air Lock             | 25 de septiembre de 1965 | 24:19    | 11,3                     | Película de 16mm                  |
| The Exploding Planet | 2 de octubre de 1965     | 24:47    | 9,9                      | Solo quedan fotogramas y el audio |
| [ 1 ] [ 2 ] [ 3 ]    |                          |          |                          |                                   |

El serial tuvo como título provisional The Chumblies.
La BBC ya no tiene el serial completo en sus archivos, aunque recientemente, el 11 de diciembre de 2011, se anunció que el tercer episodio, Air Lock, había sido encontrado a principios de 2011 entre el material en posesión del antiguo técnico de televisión Terry Burnett.
En 2021 el serial fue animado por completo.

## Emisión y recepción
Las audiencias de esta historia se movieron entre los 9 millones de espectadores del primer episodio y el pico de 11,3 millones del tercer episodio. Ian Levine afirmó que la Doctor Who Appreciation Society había obtenido el permiso legal para hacer una proyección privada de este serial en una convención en 1978, solo para descubrir que la BBC acababa de borrar los episodios solo tres semanas antes. Investigaciones posteriores mostraron que esto era un error, ya que nunca hubo ningún acuerdo para mostrar el serial, y BBC Enterprises ya había borrado al menos uno de los episodios a finales de 1976.

## Lanzamientos en VHS, DVD y CD
Todo el material audiovisual que existía de esta historia anterior al redescubrimiento de Air Lock en 2011 se publicó en VHS como parte del documental The Missing Years (Los años perdidos). El mismo material se publicó en DVD en 2004 como parte de la compilación Lost in Time. El material recientemente descubierto se espera que se publique en 2013 en la edición especial en DVD de The Aztecs.
El audio del serial está intacto y se ha publicado comercialmente con narración de Peter Purves.